# Phalops lutatus
Phalops lutatus là một loài bọ cánh cứng trong họ Bọ hung (Scarabaeidae).